# Thomas Ebner
Thomas Ebner (Baden bei Wien, 22 februari 1992) is een Oostenrijks voetballer die doorgaans als defensieve middenvelder speelt. In juli 2018 verruilde hij Admira Wacker voor Austria Wien.

## Clubcarrière
Ebner begon zijn carrière bij de jeugd van SVg Wiener Neudorf. In de zomer van 2002 maakte hij de overstap naar Admira Wacker waar hij verder de jeugdreeksen doorliep. Op 24 maart 2012 maakte hij zijn debuut in de Bundesliga in de thuiswedstrijd tegen Red Bull Salzburg. Ebner speelde de volledige wedstrijd en de wedstrijd eindigde op 2–2. Voor zijn eerste doelpunt in de Bundesliga was het wachten tot de 15e speeldag in het seizoen 2016/17. Op 19 november 2016, in de wedstrijd tegen Wolfsberger AC, scoorde Ebner in de 53e minuut de 2–0 met het hoofd. Elf minuten later scoorde hij onmiddellijk zijn tweede treffer. De wedstrijd eindigde op 4-1. In juni 2018 tekende Ebner een contract tot medio 2021 bij Austria Wien.

## Clubstatistieken
| Seizoen     | Club          | Competitie  | Competitie | Competitie | Beker | Beker | Internationaal | Internationaal | Totaal | Totaal |
| Seizoen     | Club          | Competitie  | Wed.       | Dlp.       | Wed.  | Dlp.  | Wed.           | Dlp.           | Wed.   | Dlp.   |
| ----------- | ------------- | ----------- | ---------- | ---------- | ----- | ----- | -------------- | -------------- | ------ | ------ |
| 2011/12     | Admira Wacker | Bundesliga  | 3          | 0          | —     | —     | —              | —              | 3      | 0      |
| 2012/2013   | Admira Wacker | Bundesliga  | 15         | 0          | —     | —     | —              | —              | 15     | 0      |
| 2013/14     | Admira Wacker | Bundesliga  | 32         | 0          | 2     | 0     | —              | —              | 34     | 0      |
| 2014/15     | Admira Wacker | Bundesliga  | 26         | 0          | 1     | 1     | —              | —              | 27     | 1      |
| 2015/16     | Admira Wacker | Bundesliga  | 34         | 0          | 4     | 0     | —              | —              | 38     | 0      |
| 2016/17     | Admira Wacker | Bundesliga  | 33         | 2          | 4     | 0     | 6              | 0              | 43     | 2      |
| 2017/18     | Admira Wacker | Bundesliga  | 32         | 1          | 2     | 0     | —              | —              | 34     | 1      |
| 2018/19     | Austria Wien  | Bundesliga  | 14         | 1          | 2     | 0     | —              | —              | 16     | 1      |
| Club totaal | Club totaal   | Club totaal | 189        | 4          | 15    | 1     | 6              | 0              | 210    | 5      |

Bijgewerkt op 22 november 2018
2 Gluhakovic ·
3 Jarjué ·
4 Jeggo ·
5 Demaku ·
6 Hahn ·
7 Sax ·
8 Zwierschitz ·
10 Grünwald ·
11 Pichler ·
13 Lucic ·
14 Monschein ·
15 Serbest ·
16 Prokop ·
17 Klein ·
18 Schoissengeyr ·
19 Yateke ·
20 Edomwonyi ·
22 Cavlan ·
23 Palmer-Brown ·
24 Borković ·
26 Turgeman ·
27 Ebner ·
28 Martschinko ·
30 Madl ·
32 Pentz ·
36 Fitz ·
39 Sarkaria ·
46 Handl ·
99 Kos ·
Coach: Ilzer